# A Borsodmegyei Takarékpénztár épülete
A Borsodmegyei Takarékpénztár épülete Miskolcon, a Széchenyi István utca 56. címen áll, 1910-ben épült.

## Története
A ház a Borsodmegyei Takarékpénztár új székházának épült. A Takarékpénztár több korábbi pénzintézet összevonása, illetve egyesülése révén jött létre 1894. február 1-én, igazgatóságának elnöke Munk Samu (1855–1933) volt, és a tagok között is számos, a város életében fontos szerepet betöltő személy volt található. A székház két 19. századi földszintes üzletház helyén, a telkek összevonása után épülhetett meg. Az egyik elődépületben – egy 1910-es, röviddel a bontás előtt készült fénykép szerint – Mandl Károly szatócsboltja és a Bleriot Áruház nevű textilüzlet működött. Érdekessége a háznak, hogy pincéje az utcáról nyílt. A szomszédos épületben volt a város első zálogháza, a Bizományi Raktár. A következő üzlet Sachs Endre üveg- és porcelánkereskedése volt, amely ekkor már Szabó Géza tulajdonában volt. A kapu másik oldalán Klein József ruházati boltja működött. Az udvari részeken voltak az üzlettulajdonosok lakásai, a Szinváig lenyúló részen pedig gazdasági épületek álltak.
A Borsodmegyei Takarékpénztár Rt 1908–1909 telén hirdetett szűk körű pályázatot Miskolc első háromemeletes házának megtervezésére, amire öt fővárosi és egy miskolci építészt hívtak meg. A beérkező pályaművek közül a bíráló bizottság 1909 áprilisában rangsorolás nélkül az első díjat a Hajós és Villányi, a Kármán és Ullmann és a Haas és Málnai iroda terveinek ítélte, a kivitelre tervezési megbízást Hajós Alfréd és Villányi János építészek irodája kapott. Az engedélyezési tervek 1909 júniusában készültek el, november elején pedig a helyi és az országos lapokban is megjelent a versenytárgyalási hirdetmény a kivitelezők kiválasztására. A nyertes vállalkozókkal 1909 decemberében és 1910 januárjában kötöttek szerződést. A generál kivitelt Dávid János és fia budapesti cég nyerte el, a szakmunkákra részben fővárosi, részben miskolci vállalkozók kaptak megbízást. A fővárosiak közül Malomsoky József asztalosmester a görredőnnyel és napellenző ponyvával ellátott tölgyfaportálokat, a Forgó és társa cég a portálok üvegezési munkáit, a Pick Ede utódai cég a portálok acéllemez görredőnyeit, a Justus Sándor és fia redőnygyár az ablakredőnyöket, a Ganz Villamossági Rt. a villamos világítási, a csengő és a villámhárító berendezéseket, a Walla József Cementárú Gyár Rt. a műkő- és falburkolatokat kivitelezte. A pénztárterem mára elpusztult luxfer üvegszerkezetű mennyezetét a fővárosi Haas és Somogyi Luxfer Prizmagyár tervezte és valósította meg. A 60 db különböző fűtési teljesítményű cserépkályhát a pécsi Zsolnay gyár szállította. A helyi vállalkozók közül a vízvezeték és csatorna munkát a Stein és Weitzenhoffer Miskolc cég, a tölgyfapadozatot a Dunkel V.K. Felsőmagyarhoni Első Parkettagyár Rt., a vasgerendák kötővasait és csavarjait Nyiri Béla lakatosmester, a főhomlokzati szobrászmunkákat és műkőöntvényeket és a belső mennyezeti stukkókat Somló Ignác szobrász, a 7 db szegecselt vasoszlopot és a pénztárterem külső – szintén elpusztult – védőtetőjét Hercz Jenő gépgyára, a márvány kőfaragó munkát pusicei márványból és svéd vörös gránitból az Edelstein Hermann és fia kőfaragó cég, az idomvas ablakokat, a bejárati kaput, a virágtartó kosarakat, az erkélyrácsokat, a főlépcső és a melléklépcső rácsszerkezetét a Demeter testvérek lakatos cége, a tető bádogos munkáit – tetőablakokat, manzárdtető csúcsdíszeit – Politzer Márton bádogosmester, az eternit- és cserépfedést Pásztor Miklós tetőfedőmester készítette el. Az első képeslap az épületről 1911-ből való. A Takarékpénztár az épületnek csak az utcai részeit használta, az emeleten kialakított lakásokban a cégvezetők laktak. Az udvari és a déli, Szinva felé eső épületrészekben magán- és bérlakások voltak. Az udvarban és a főutcán üzleteket alakítottak ki, az udvarban volt például a Turul Irógép Vállalat központi lerakata. Az utcai fronton a 20. század második felében sokáig rádió-villamossági szaküzlet, a nyugati oldalon üveg- és porcelánbolt, az udvarban pedig az Express Utazási Iroda működött. A 2010-es években sportruházati, illetve könyvesbolt van a helyükön.

## Leírása
Az épület háromemeletes, utcai frontját, északi és déli homlokzatának kiképzését és méreteit tekintve is monumentálisnak mondható. A ház közepén zárt udvar található, amely az épület méreteit tekintve viszonylag kicsi. Az épület monumentalitása korábban még szembetűnőbb volt, mert eredetileg az épületnek látványos, kiemelt, manzárdos tetőzete volt, előtte pedig hatalmas, a homlokzat látványát meghatározó, hármas tagolású oromzat állt. A tetőt és az oromépítményt az 1960-as években eltávolították. Az épületet 2007-ben – a tetőzet kivételével –, az eredeti megjelenésnek megfelelően, gondos munkával felújították, az üzletportálokat is az eredetihez hasonlóan képezték ki, és az emeleti homlokzaton a törtfehért és a világosdrappot tették uralkodóvá.
Az épület késő szecessziós homlokzata a harmadik emeleten kilencaxisú, ehhez képest a ritmus az első és a második emeleten megváltozik. A két szélső tengely egyszerű kialakítású, az eggyel beljebb eső tengelyek viszont két emeletet átfogó nagy kiülésű zárterkélyes kialakítást kaptak, a harmadik emeleten nyitott erkéllyel. A középtengelyben ez a megoldás egy emeletnyit csökken, a nyitott erkély a második emeletre esik. A második emeleti nyílások fölött konzolokon nyugvó, méretes szemöldökpárkányok vannak. Az első emeleten, a kétoldali zárterkélyek között könnyed nyitott, vasrácsos erkélyek helyezkednek el. Az ablakkeretek és szárnyak vörösesbarna színűek. A ház bejárata a középtengelyben helyezkedik el, sajátos „vörösmárvány” kereteléssel. A kapu két oldalán egy-egy kőgriffet helyeztek el.

## Képek

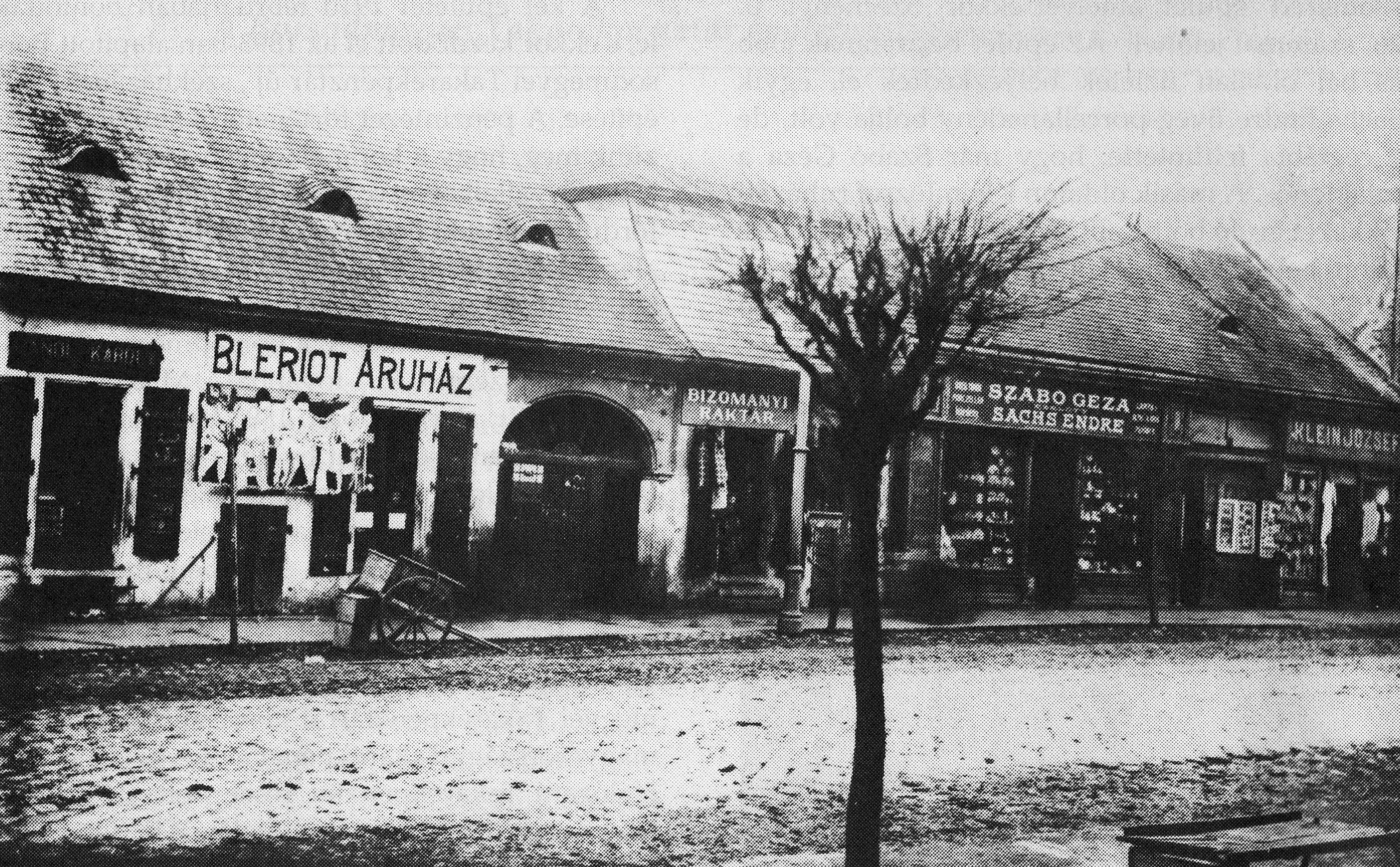
A két elődépület 1910-ben
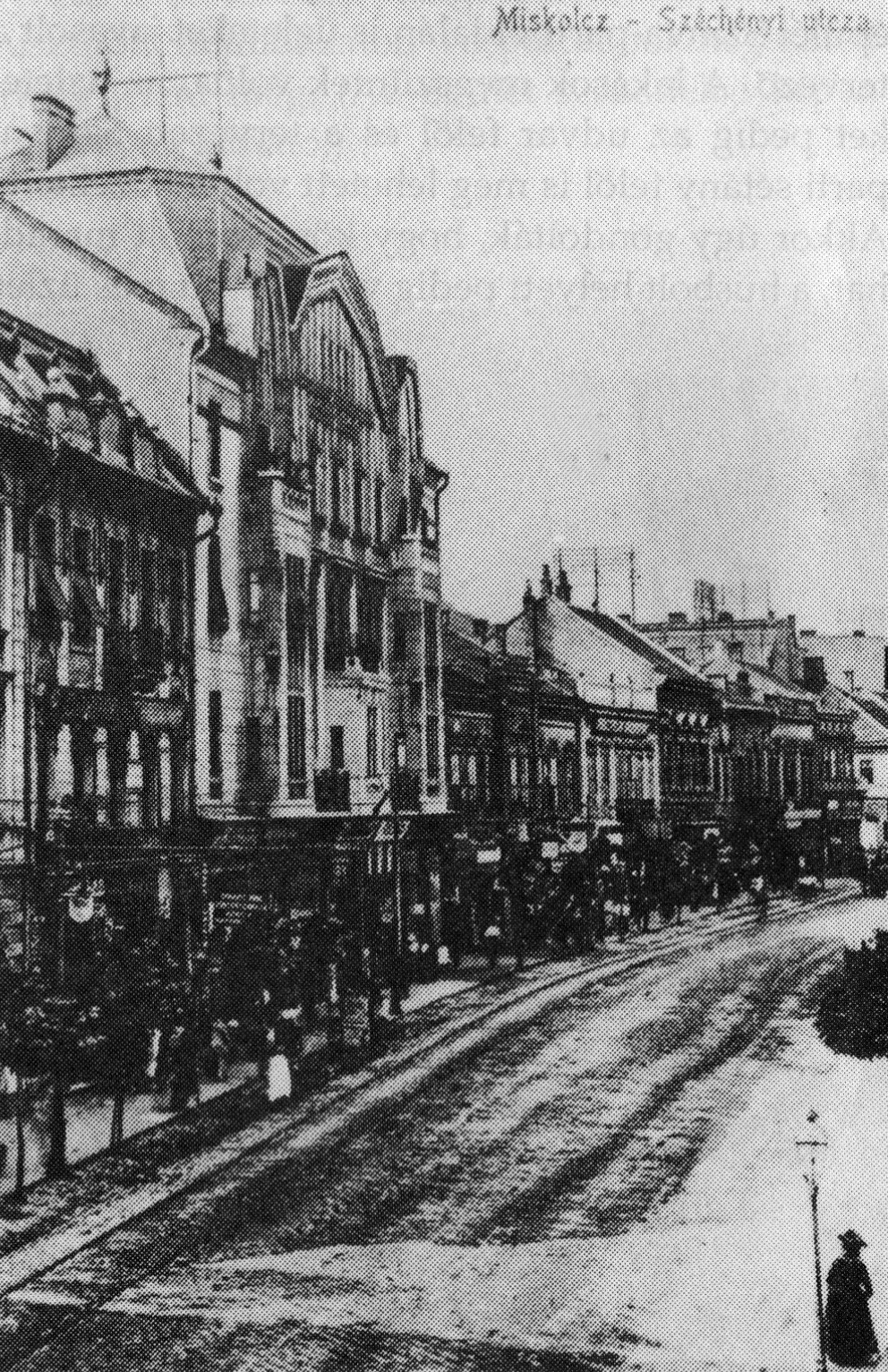
Az épület 1911-es képeslapon
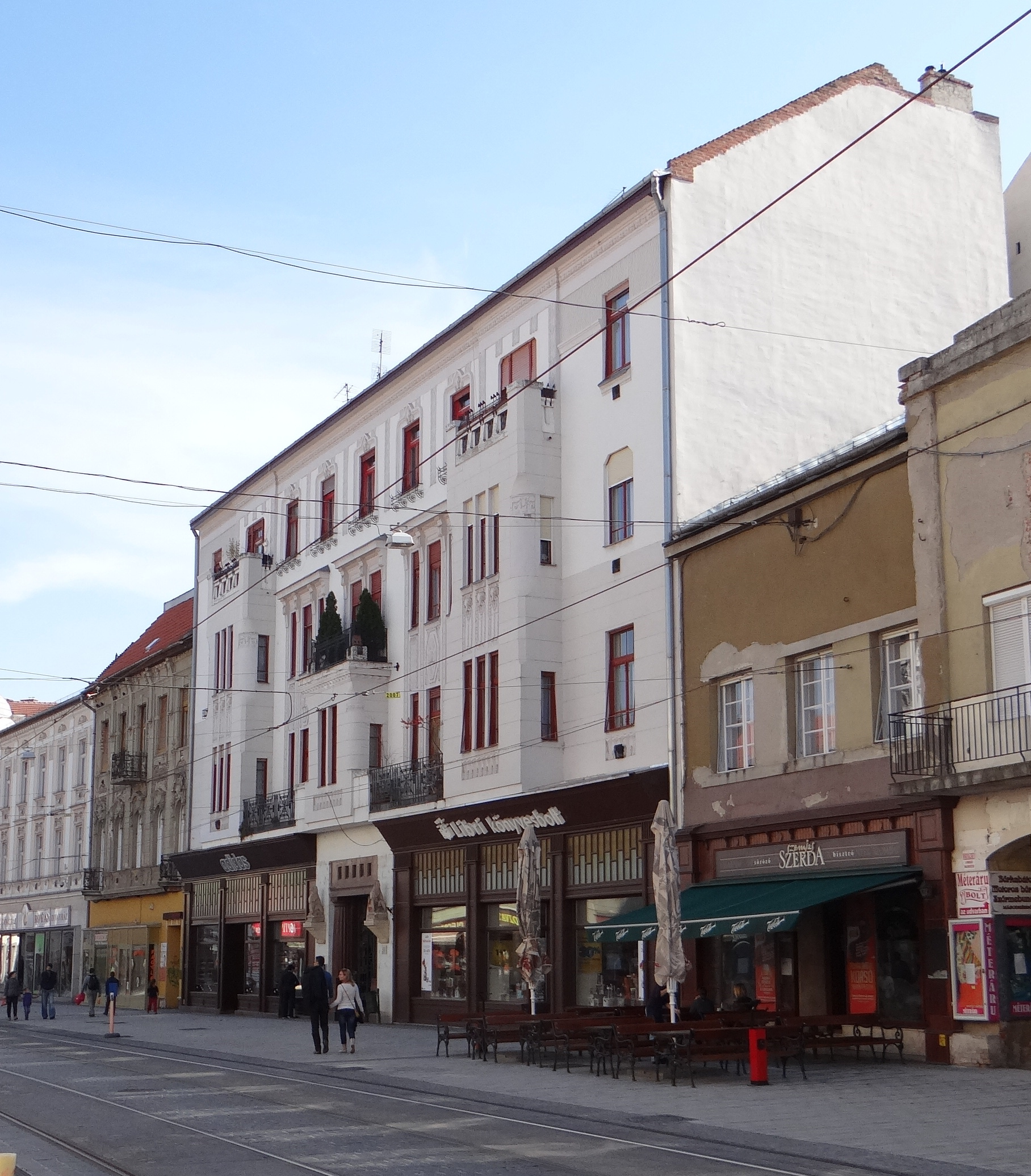
A ház a Széchenyi utcán (2013)
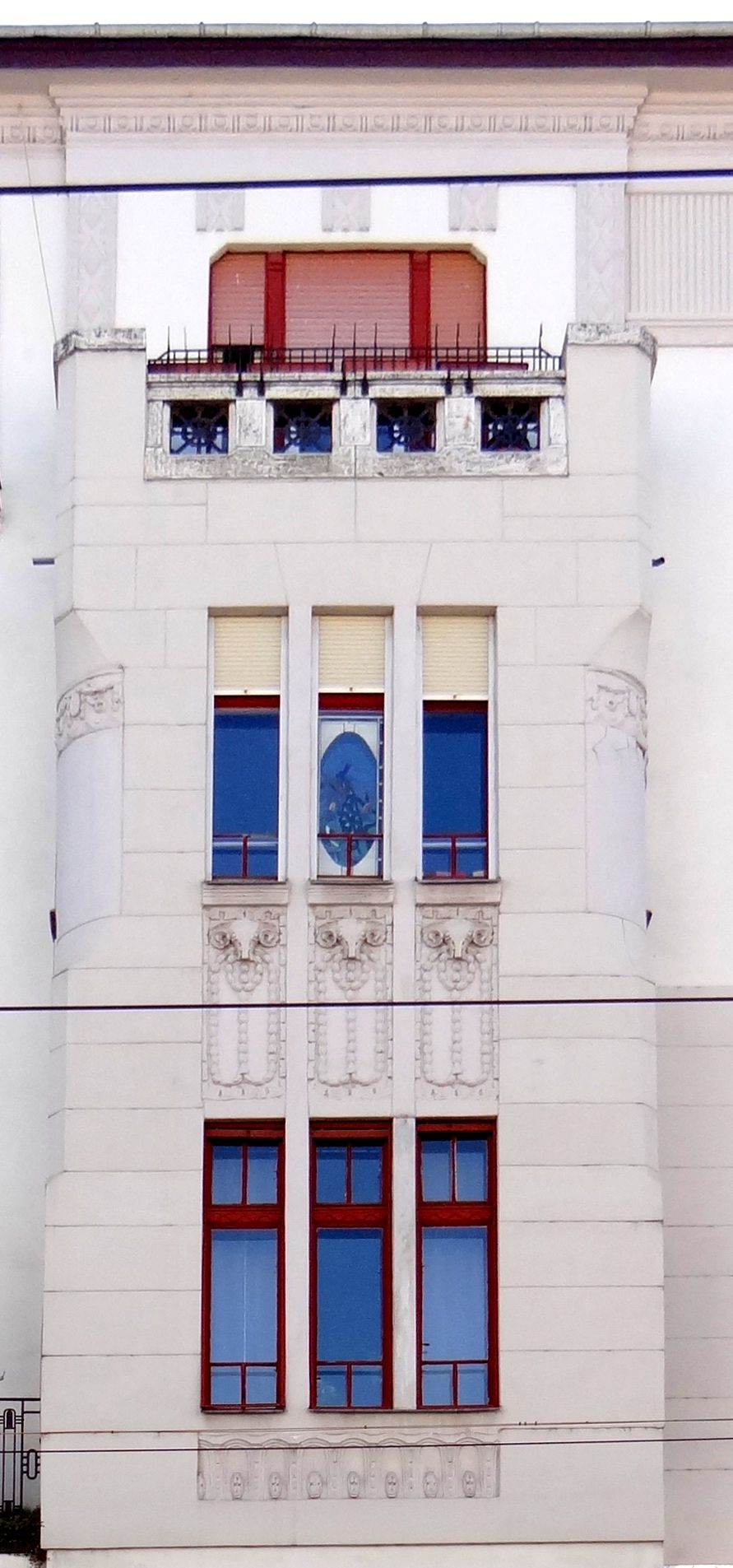
Épületrészlet
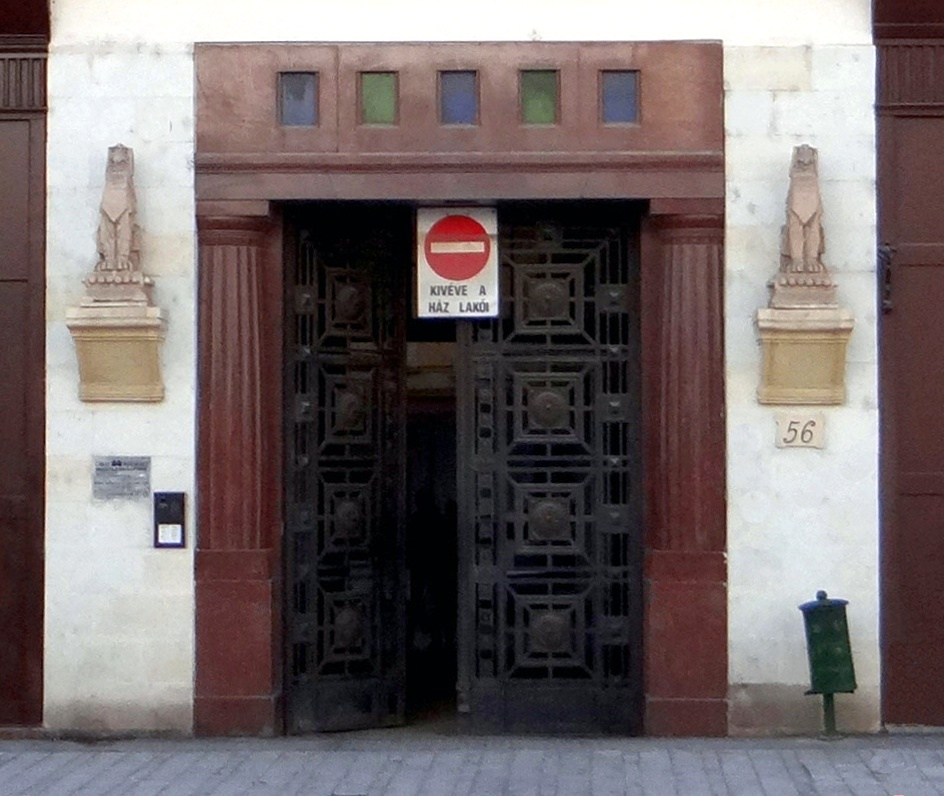
A kapu
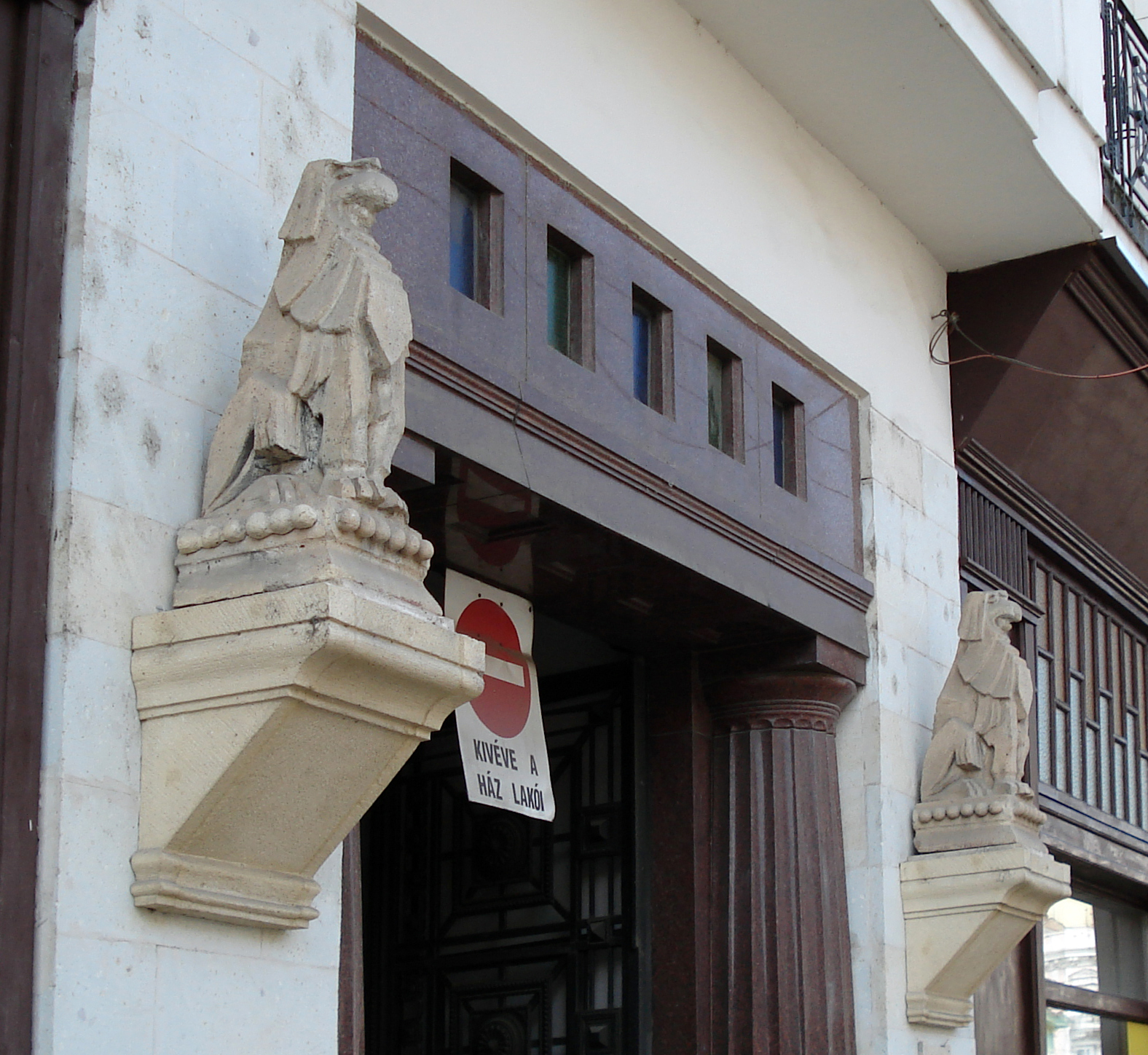
A kapu kőgriffjei
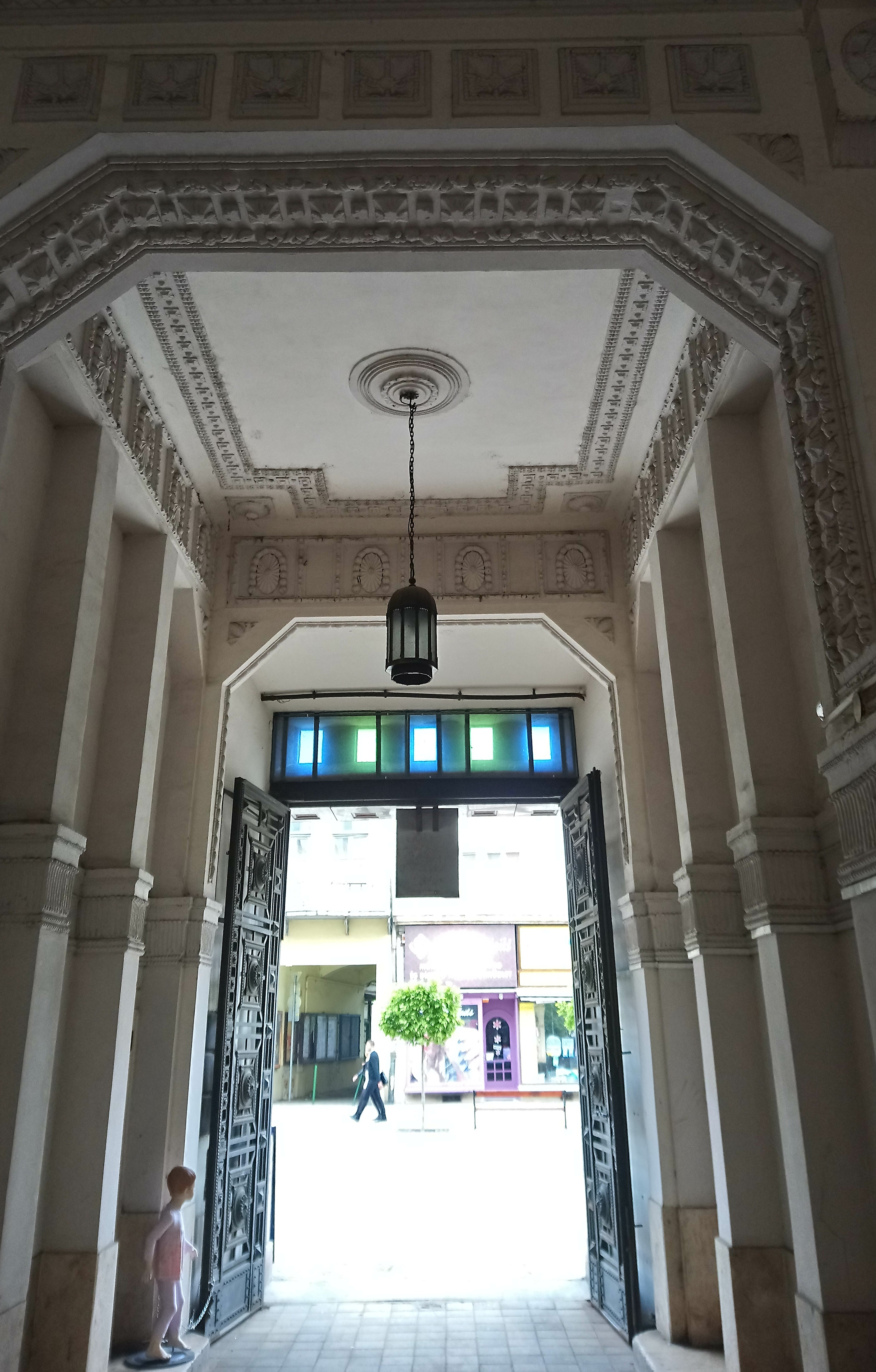
A kapu belülről
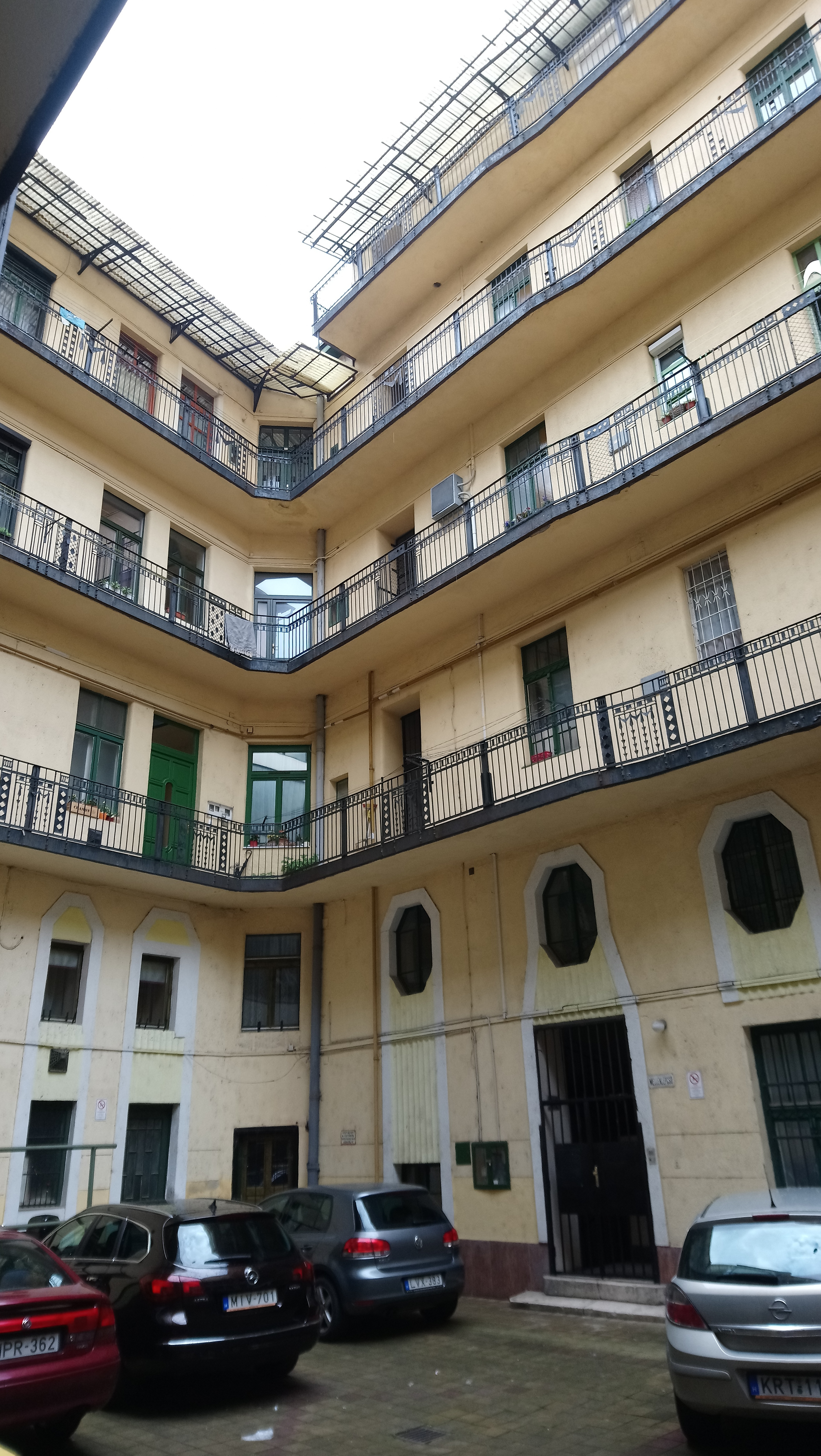
A körfolyosós belső udvar